# Lienhart Holl
Lienhart Holl († nach 1492) ist der dritte nachgewiesene Buchdrucker in der Freien Reichsstadt Ulm. Er mehrte mit seiner Offizin in den 1480er Jahren den Ruhm der Stadt als Erscheinungsort bedeutsamer Druckwerke. Holls Name taucht auch in verschiedenen Schreibweisen wie Lienhart oder Leonardus Hol, Leonhard oder Leonhart Holl sowie Lienhart Holle auf. Der erste nördlich der Alpen gedruckte Weltatlas gelang ihm 1482 zwar als meisterliches Hauptwerk, barg aber zugleich den Keim für seinen wirtschaftlichen Niedergang zwei Jahre später.

## Leben
Die in die Gegenwart gelangten Informationen über Holls Leben sind spärlich. Lienhart Holl, seit 1478 im Ulm nachweisbar, betätigte sich zunächst als Formschneider und Formenhändler. Er stellte Spielkarten her und gewann damit Erfahrungen im Anfertigen von Holzschnitten. Dann wandte er sich dem Buchdruck zu, den vor ihm in Ulm nur die Inkunabeldrucker Johann Zainer der Ältere und Conrad Dinckmut praktizierten. In seiner Offizin entstanden in der Schaffensperiode von 1482 bis 1484 herausragende Werke früher Druckerkunst, auf die im Folgenden noch eingegangen wird.
Der Erfolg des Fabeln enthaltenden Werkes „Buch der Beispiele der alten Weisen“, der prompt Nachdrucker auf den Plan rief, rettete Holl nicht mehr vor dem Ruin, der wiederum in der aufwändigen Gestaltung der zuvor gedruckten kolorierten Cosmographia wurzelte. Die Buchherstellung erforderte in ihren Anfängen hohes Kapital, das sich oftmals nur durch Borgen aufbringen ließ. Mangelnde Abnahme der illustrierten Druckwerke oder Irrtümer bei ihrer Kalkulation wirkten sich unversehens einschneidend aus, wenn es galt, dem Drängen von Gläubigern nachzukommen. 1484 musste Holl die Reichsstadt Ulm wegen seiner Schulden verlassen. Seine Druckstöcke und -typen konnte sich der als Drucker tätige Johann Reger sichern, der 1486 damit eine weitere Auflage der Cosmographia produzierte.
Nach seinem Ortsverweis scheint Holl später den Versuch unternommen zu haben, nach Ulm zurückzukehren. Doch verliert sich nach einem festgehaltenen Eintrag in den Innungsbüchern der Stadt im Jahr 1492 seine Spur im Dunkel der Geschichte.

## Werke

### Cosmographia
Der griechische Gelehrte Klaudios Ptolemaios schuf im 2. Jahrhundert mit dem Atlas Geographike Hyphegesis eine Anleitung für ein kartografisches Abbild der in seiner Zeit bekannten Welt. Jacobus Angelus übersetzte seinen Text ins Lateinische. 1477 erschien dieses Werk in gedruckter Form in Bologna und 1478 in Rom. Darauf stützte sich der Benediktinermönch Nicolaus Germanus, der im Italien des 15. Jahrhunderts eine Weltkarte und 26 Einzelkarten zeichnete. Lienhart Holl nahm wiederum als Vorlage ein Papst Paul II. gewidmetes Manuskript des Mönchs Nicolaus Germanus, dessen dritte und letzte Bearbeitung der Ptolemäus-Übersetzung des Jacobus Angelus. Holl fügte seinem Druckwerk außerdem noch sechs weitere Karten hinzu: Kartografische Darstellungen von Spanien, Frankreich, Italien, Palästina und Nordeuropa mit Skandinavien. Die Nordlandkarte schuf der dänische Geograph Claudius Clavus.  Am 16. Juli 1482 druckte Lienhart Holl das Buch, den ersten außerhalb Italiens hergestellten Weltatlas.

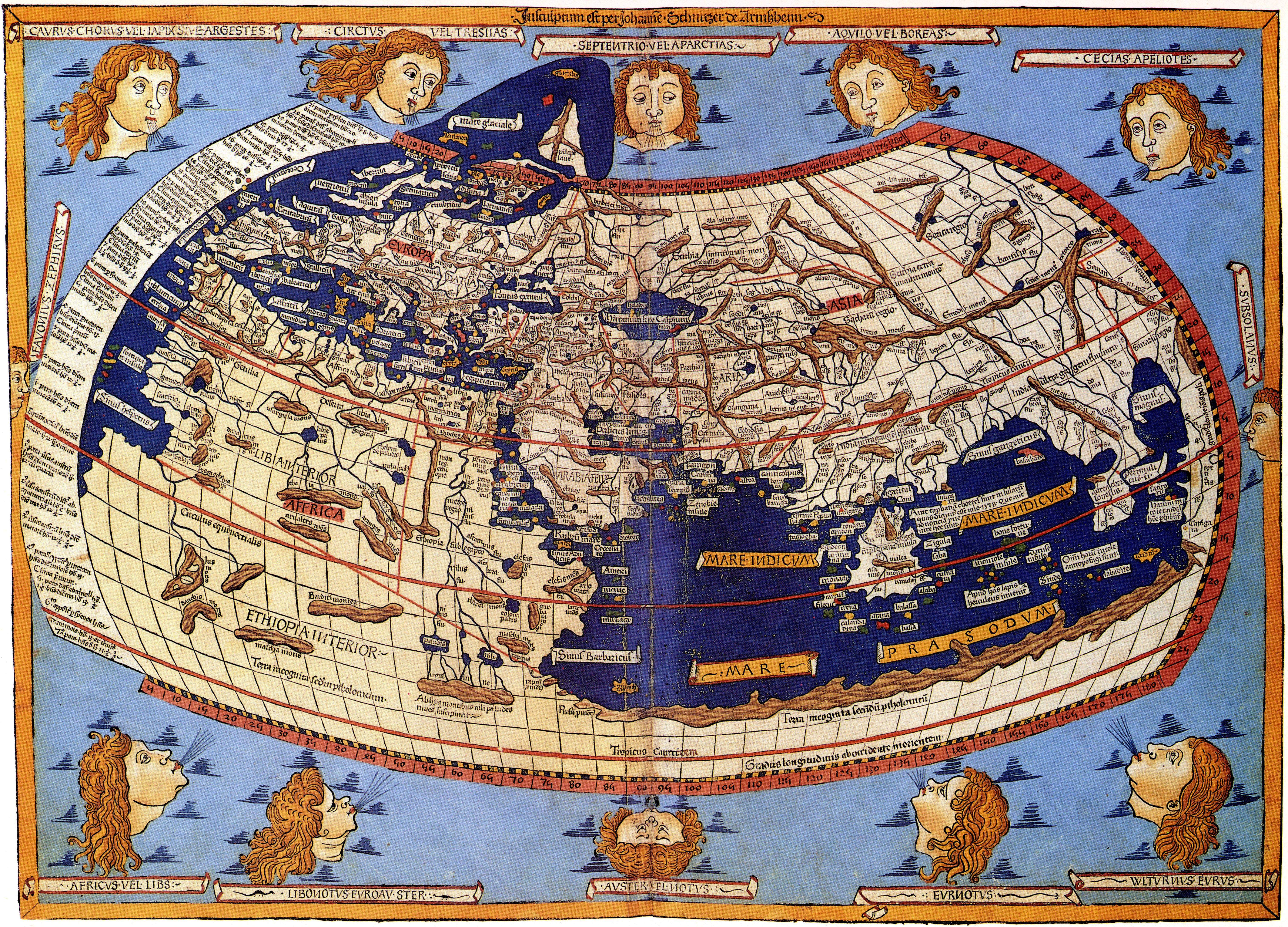
Weltkarte der Cosmographia (1482)

Holl verwendete bei diesem Buch die größte Antiqua-Type der Inkunabelzeit. Es enthält eine weitere Besonderheit: Auf der großen Weltkarte oben hat erstmals der den Holzschnitt Anfertigende seinen Namen der Nachwelt überliefert: „Insculptum est per Johannê • Schnitzer de Armßheim“ (Johannes • Schnitzer aus Armsheim).
Der Ulmer Weltatlas wird zu den typographischen Meisterwerken gerechnet. Lienhart Holl verwandte große Sorgfalt bei der künstlerischen Ausstattung, besorgte sich Regalpapier – Papier von ungewöhnlicher Größe und Stärke – aus Mailand und wählte eine große, gut lesbare Antiqua-Type für sein Vorhaben. Die exquisite Gestaltung blieb indessen erfolglos und führte Holl schließlich in die Insolvenz.

### Buch der Beispiele der alten Weisen
Am 28. Mai 1483 brachte Lienhart Holl seine erste Edition des Buchs der Beispiele der alten Weisen heraus. Dabei orientierte er sich an zwei zuvor in Urach erschienenen Ausgaben des Druckers Konrad Feyner. Holl fertigte 126 neue ganzseitige Holzschnitte an und verkaufte das aufwändig illustrierte Buch. Es stieß – abweichend zur Cosmographia – auf größere Nachfrage, die ihn zu zwei weiteren Auflagen, am 24. Juli 1483 und am 2. Juni 1484, ermunterte. Das Werk weist nach Expertenmeinung qualitativ äußerst hochwertige Holzschnitte auf und zählt zu den prächtigsten Frühdrucken des Buchs der Beispiele der alten Weisen.
Das Buch der Beispiele der alten Weisen ist eine Sammlung von Fabeln, in denen menschlich handelnde Tiere vorkommen. Die Geschichten sollen ihrem Leser kluges, gutes und wohlüberlegtes Tun verdeutlichen. Im 13. Jahrhundert hat Johann von Capua die im Orient entstandene Sammlung Kalīla wa Dimna unter dem Titel  „Directorium humanae vitae“  ins Lateinische übersetzt. Antonius von Pforr († 1483), ein aus der Gegend von Breisach stammender, in Rottenburg am Neckar tätiger Geistlicher, fertigte die von ihm dem Grafen Eberhard von Württemberg-Urach gewidmete deutsche Übersetzung des Werkes an, das 1481 Konrad Feyner in Urach zuerst druckte.

### Der Ackermann aus Böhmen
Um 1483 druckte Lienhart Holl eine aus 26 Blättern bestehende Ausgabe des Ackermanns aus Böhmen.

### Goldene Bulle Kaiser Karls IV.
Eine Buchausgabe der Goldenen Bulle, von Kaiser Karl IV. im Jahr 1356 verkündet, war die letzte der Hollschen Inkunabeln. Das Buch, auf Pergament gedruckt, trägt das Datum vom 6. September 1484 und hatte vermutlich nur eine kleine Auflage. Die mittelalterliche Reichsverfassung ist um das Landfriedensgesetz vom 14. August 1442 des römisch-deutschen Königs und späteren Kaisers Friedrich III. ergänzt.